# Piéride de Virginie
Pieris virginiensis
Espèce
La Piéride de Virginie (Pieris  virginiensis) est une espèce d'insectes lépidoptères (papillons) de la famille des Pieridae, de la sous-famille des Pierinae et du genre Pieris.

## Dénomination
Pieris virginiensis a été nommé par William Henry Edwards en 1870.
Synonyme : Pontia napi virginiensis Dyar, 1903.

### Noms vernaculaires
La Piéride de Virginie se nomme West Virginia White en anglais.

### Sous-espèces
- Pieris virginiensis hyatti Eitschberger, 1984[1].
- Pieris virginiensis virginiensis

## Description
Ce papillon est entièrement blanc. Son envergure varie de 32 à 50 mm.
Le revers est lui aussi blanc avec la marque des veines d'un gris clair discret.

### Chenille
La chenille est vert pâle, ornée d'une ligne vert jaunâtre sur le dos et sur les flancs.

## Biologie

### Période de vol et hivernation
La Piéride de Virginie vole en mai juin en une seule génération.
Il hiberne au stade de chrysalide.

### Plante hôte
La plante hôte de la chenille est une Dentaria : Dentaria diphylla.

## Écologie et distribution
Il est présent dans le nord-est de l'Amérique du Nord : au Canada dans le sud et l'est de l'Ontario et aux USA dans le Wisconsin, le Michigan et du Vermont au nord de l'Alabama et de la Géorgie, toute la Pennsylvanie et la Virginie et l'ouest de la Caroline du Nord et de la Caroline du Sud comprises.

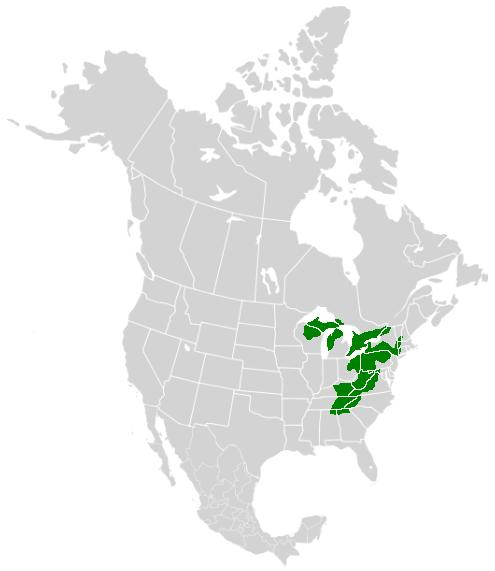
carte de répartition

### Biotope
La Piéride de Virginie réside dans les forêts humides.

### Protection
Pas de statut de protection particulier.